# Codex de Wiesbaden
 (août 2019).
Si vous disposez d'ouvrages ou d'articles de référence ou si vous connaissez des sites web de qualité traitant du thème abordé ici, merci de compléter l'article en donnant les références utiles à sa vérifiabilité et en les liant à la section « Notes et références ».
Le Codex de Wiesbaden (angl. : Wiesbaden Codex) aussi mentionné par Riesencodex (Codex géant), identifié par Hs.2 à la Bibliothèque d'État de Hesse de Wiesbaden est un codex contenant la compilation d'une partie des travaux d'Hildegarde de Bingen rassemblés par ses secrétaires Volmar de Disibodenberg et Guibert-Martin de Gembloux (à ne pas confondre avec Guibert de Gembloux). C'est son dernier ouvrage connu. Il atteint un volume exceptionnel de 481 pages de format 30 x 45 cm, pour un poids total de 15 kg.

## Histoire
Il date d'environ 1200 et fut commencé à la fin de la vie d'Hildegarde ou juste après son décès à l'instigation de Guibert-Martin de Gembloux, son dernier secrétaire particulier. La seule partie de son œuvre qui manque au codex concerne ses écrits médicaux, qui pourraient n'avoir jamais existé sous une forme achevée.
Le Codex a été rédigé et conservé à l'abbaye de Rupertsberg à Bingen, fondée par Hildegarde. Au XVe ou XVIe siècle, il reçoit une nouvelle reliure en panneaux de bois et peau de porc et il est muni d'une chaîne pour le protéger des voleurs. En 1632, pendant la guerre de Trente Ans, l'abbaye de Rupertsberg est mise à sac par l'armée suédoise : pour préserver le Codex, il est transporté à l'abbaye Sainte-Hildegarde d'Eibingen. En 1814, le monastère est sécularisé et le Codex, devenu la propriété du duché de Nassau, est transféré dans la bibliothèque ducale de Wiesbaden.
Restauré à la suite d'un accident de transport en 1928, il est transféré à Dresde pendant la Seconde Guerre mondiale et, contrairement à d'autres manuscrits des collections d'Hildegarde, il échappe au bombardement de Dresde en 1945. En 1948, il est ramené à Wiesbaden. Il est conservé à la Bibliothèque de l'État de Hesse dans cette ville. Pour des raisons de conservation, il n'est pas accessible au public et n'a été montré que deux fois dans des expositions depuis 1945. Il peut être consulté en version électronique.

## Rédaction
Le codex contient une nombreuse collection de lettres d'Hildegarde. D'après l'universitaire Lieven Van Acker, le format fut imaginé par son premier secrétaire, Volmar de Disibodenberg, et amendé de nombreuses fois par Guibert_Martin de Gembloux. Hildegarde, dans ses derniers jours, accepta apparemment ces modifications.

## Contenu
Trilogie des visions :
- Scivias (folios 1–135)
- Liber vitae meritorum (folios 135–201)
- Liber divinorum operum (folios 202–308)

Lettres aux archeveques de Mayence :
- Ad praelatos Moguntinenses (folios 308–317)

Vie de Hildegarde de Bingen par les moines Gottfried de Disibodenberg et Theoderich d'Echternach :
- Vita Hildegardis (folios 317–327)

Collection de 282 lettes dont celles aux papes Alexandre III et Eugène III, à l'empereur Frédéric Barberousse et à saint Bernard de Clairvaux :
- Liber epistolarum et orationum (folios 328–434)

Une collection fragmentaire d'homélies :
- Expositiones evangeliorum (folios 434–461)

Essais de langue :
- Lingua ignota (folios 434–461)
- Litterae ignotae (folios 461–464)

Une lettre posthume aux moines de Villers avec divers fragments :
- Literae Villarenses (folios 464–465)

Compositions musicales :
- Symphonia (folios 466–481)
- Ordo Virtutum

Pages du Codex
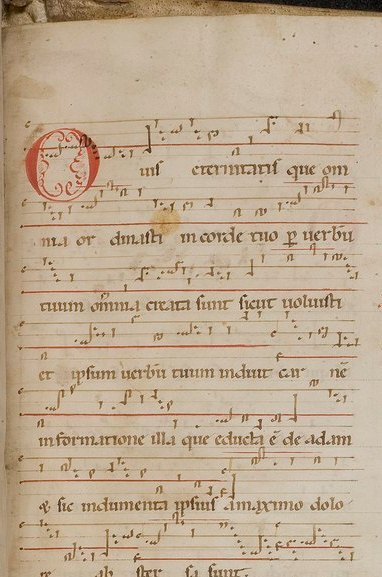
Cantique, folio 0466
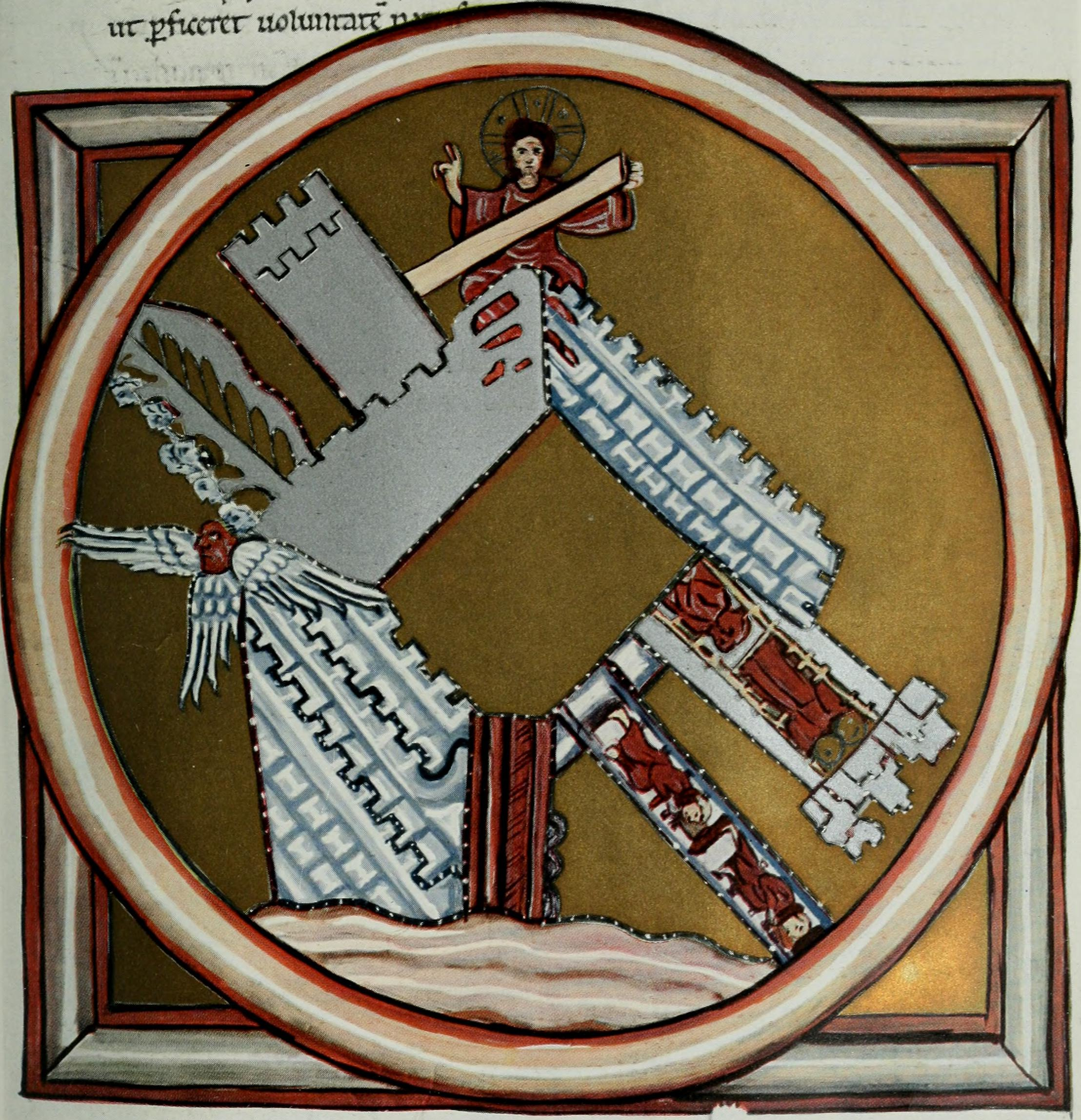
La Cité sainte
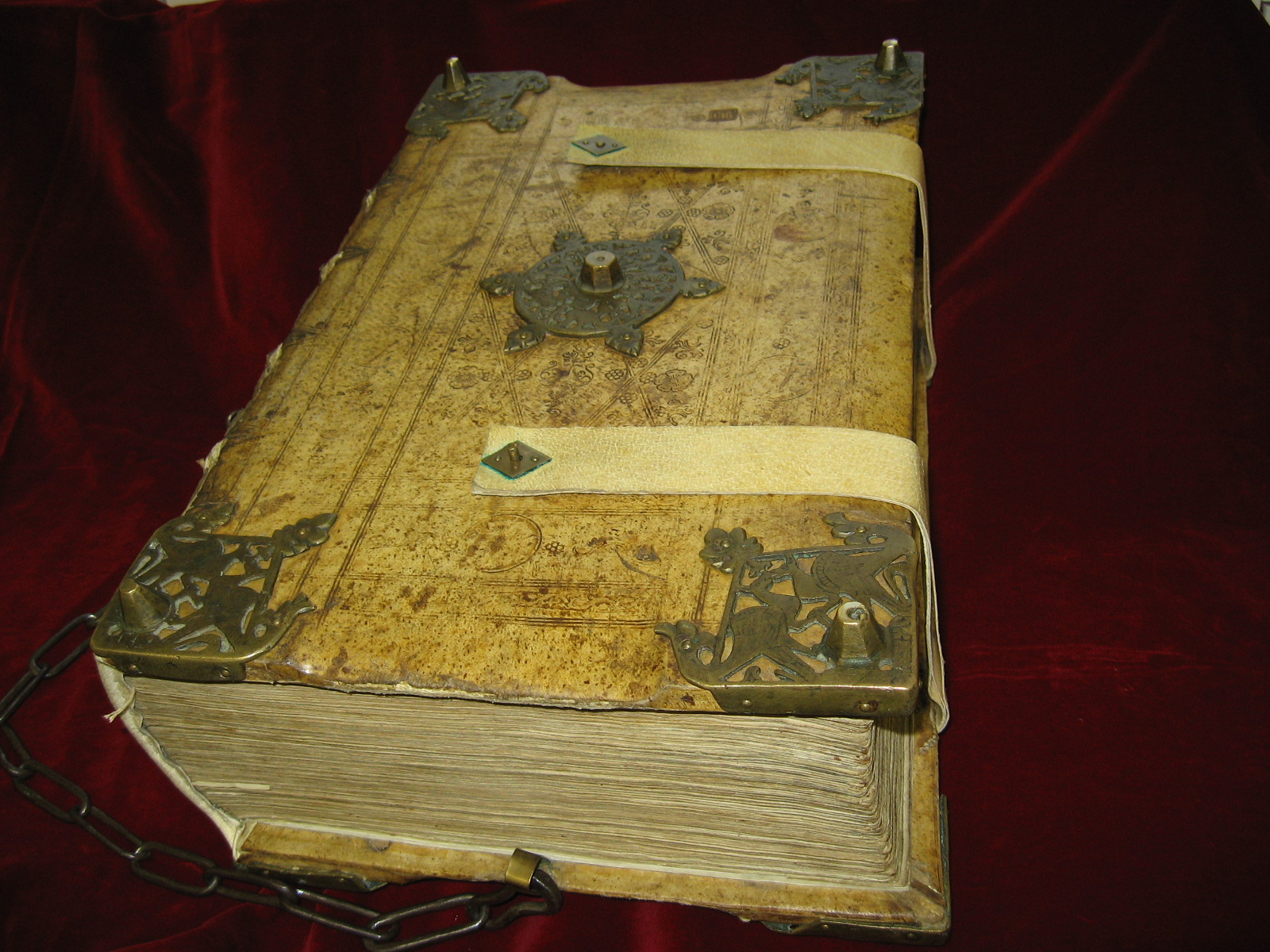
Couverture du Codex